# Goldsmiths Prize
Der Goldsmiths Prize ist ein seit 2013 vom College Goldsmiths, University of London im Verbund mit dem New Statesman jährlich verliehener britischer Literaturpreis. Er ist dotiert mit 10.000 Pfund Sterling.
Zielsetzung ist vor allem, außergewöhnliche, die eingefahrenen ästhetischen Konventionen sprengende Romanformen zu prämieren („to break the mould“). Der Dichter Blake Morrison, hauptberuflich Professor für Kreatives Schreiben an der auslobenden Hochschule, führte dazu aus, man hoffe, mit diesem neuen Literaturpreis bei den Schriftstellern mehr Wagnis und Kühnheit zu ermutigen. Die Preis-Webpräsenz beruft sich explizit dabei auch auf das bekannte Zitat von Laurence Sterne: ‘I have laid a plan for something new, quite out of the beaten track’.
Bewerben dürfen sich ausschließlich Bürger aus Großbritannien und Irland, die im entsprechenden Jahr bei einem britischen Verlag einen Roman veröffentlicht haben. Wiederveröffentlichungen, Anthologien oder Kurzgeschichtenbände sind ausgeschlossen. Die Shortlist wird jeweils Anfang Oktober bekanntgegeben, der Gewinner Mitte November. Die Verleihungszeremonie findet ebenfalls im November statt. Die in der Regel vierköpfige Jury besteht in wechselnder Besetzung aus zwei Roman-Schriftstellern (darunter dem Vorjahresgewinner), einem Literaturkritiker des New Statesman und einem Hochschullehrer des Goldsmiths Colleges.
In den ersten beiden Jahrgängen waren drei der Werke auf der Shortlist auch auf der des Man Booker Prize.

## Preisträger und Shortlists

### 2013
Gewinner
- Eimear McBride: A Girl Is a Half-formed Thing[4] (Galley Beggar Press), dt. Das Mädchen ist ein halbfertiges Ding (üb. Miriam Mandelkow, Schöffling 2016)

Shortlist
- Jim Crace: Harvest (Picador)
- Lars Iyer: Exodus (Melville House)
- David Peace: Red or Dead (Faber and Faber)
- Ali Smith: Artful (Penguin), dt. Wem erzähle ich das? (üb. Silvia Morawetz, Luchterhand 2017)
- Philip Terry: tapestry (Reality Street)

### 2014
Gewinner
- Ali Smith: How to Be Both[5] (Penguin), dt. Beides sein (üb. Silvia Morawetz, Luchterhand 2016)

Shortlist
Die Shortlist wurde am 1. Oktober 2014 bekanntgegeben.
- Rachel Cusk: Outline (Vintage) dt. Outline (üb. Eva Bonné, Suhrkamp 2016)
- Will Eaves: The Absent Therapist (CBeditions)
- Howard Jacobson: J: A Novel (Jonathan Cape), dt. J. (üb. Friedhelm Rathjen, DVA 2015)
- Paul Kingsnorth: The Wake
- Zia Haider Rahman: In the Light of What We Know, dt. Soweit wir wissen (üb. Sabine Hübner, Berlin Verlag 2017)

### 2015
Gewinner
- Kevin Barry: Beatlebone dt. Beatlebone (üb. Bernhard Robben, Rowohlt 2020)

Shortlist
Die Shortlist wurde am 1. Oktober 2015 bekanntgegeben.
- Richard Beard: Acts of the Assassins (Vintage)
- Magnus Mills: The Field of the Cloth of Gold (Bloomsbursy), dt. Das Paradies möglicherweise (üb. Sylvia Spatz, carl’s books 2016)
- Tom McCarthy: Satin Island (Jonathan Cape), dt. Satin Island (üb. Thomas Melle, DVA 2016)
- Max Porter: Grief is the Thing with Feathers (Faber and Faber), dt. Trauer ist ein Ding mit Federn (üb. Uda Strätling & Matthias Göritz, Hanser Berlin 2015)
- Adam Thirlwell: Lurid & Cute, dt. Grell und Süß (üb. Tobias Schnettler, S. Fischer 2015)

### 2016
Gewinner
- Mike McCormack: Solar Bones (Tramp Press), dt. Ein ungewöhnlicher Roman über einen gewöhnlichen Mann (üb. Bernhard Robben, Steidl 2019)

Shortlist
- Rachel Cusk, Transit (Jonathan Cape), dt. Transit (üb. Eva Bonné, Suhrkamp 2017)
- Eimear McBride, The Lesser Bohemians (Faber and Faber)
- Anakana Schofield, Martin John (And Other Stories)
- Sarah Ladipo Manyika, Like a Mule Bringing Ice Cream to the Sun, dt. Wie ein Maultier, das der Sonne Eis bringt (üb. Monika Baark, Hanser Berlin 2019)
- Deborah Levy, Hot Milk (Hamish Hamilton), dt. Heiße Milch (üb. Barbara Schade, KiWi 2018)

### 2017
Gewinner
- Nicola Barker, H(a)ppy (Wiliam Heinemann)

Shortlist
- Sara Baume, A Line Made by Walking (Wiliam Heinemann)
- Kevin Davey, Playing Possum (Aaargh! Press)
- Jon McGregor, Reservoir 13 (Fourth Estate), dt. Speicher 13 (üb. Anke Caroline Burger, Liebeskind 2018)
- Gwendoline Riley, First Love (Granta)
- Will Self, Phone (Viking), dt. Phone (üb. Gregor Hens, Hoffmann & Campe 2021)

### 2018
Gewinner
- Robin Robertson, The Long Take (Picador), dt. Wie man langsam verliert (üb. Anne Kristin Mittag, Hanser 2021)

Shortlist
- Rachel Cusk, Kudos (Faber) dt. Kudos (üb. Eva Bonné, Suhrkamp 2018)
- Will Eaves, Murmur (CB Editions)
- Guy Gunaratne, In Our Mad and Furious City (Headline)
- Gabriel Josipovici, The Cemetery in Barnes (Carcanet), dt. Wohin gehst Du mein Leben? (üb. Jochen Jung, Jung & Jung 2020)
- Olivia Laing, Crudo (Picador)

### 2019
Gewinner
- Lucy Ellmann, Ducks, Newburyport (Galley Beggar Press)

Shortlist
- Amy Arnold, Slip of a Fish (And Other Stories)
- Mark Haddon, The Porpoise (Chatto & Windus)
- Deborah Levy, The Man Who Saw Everything (Hamish Hamilton), dt. Der Mann, der alles sah (üb. Reinhild Böhnke, Kampa 2020)
- Vesna Main, Good Day? (Salt)
- Isabel Waidner, We Are Made of Diamond Stuff (Dostoyevsky Wannabe)

### 2020
Gewinner
- M. John Harrison, The Sunken Land Begins to Rise Again (Gollancz)

Shortlist
- Paul Griffiths, Mr Beethoven (Henningham Family Press)
- Xiaolu Guo, A Lover's Discourse (Chatto & Windus)
- DBC Pierre, Meanwhile in Dopamine City (Faber)
- Monique Roffey, The Mermaid of Black Conch (Peepal Tree Press)
- Anakana Schofield, Bina (Fleet)

### 2021
Gewinner
- Isabel Waidner, Sterling Karat Gold (Peninsula Press)

## Belege
1. ↑  Goldsmiths launches £10,000 literary prize, thebookseller.com vom 23. Januar 2013, abgerufen am 17. August 2015 (englisch)
2. ↑  Regeln und Fristen
3. ↑  alternative Beschreibung des Literaturpreises bei Foyles
4. ↑  Debut novelist Eimear McBride wins £10,000 prize, London Evening Standard vom 13. November 2013, abgerufen am 17. August 2015
5. ↑  Ali Smith wins Goldsmiths Prize for How to be Both, BBC vom 13. November 2014, abgerufen am 17. August 2015
6. ↑  The shortlist for the 2014 Goldsmiths Prize has been announced, New Statesman 1. Oktober 2014, abgerufen am 17. August 2015
7. ↑  Goldsmiths Prize shortlist 2015, Goldsmiths, abgerufen am 22. Oktober 2015